# Le Sergent
Pour plus de détails, voir Fiche technique et Distribution.
Le Sergent (The Sergeant) est un film américain de John Flynn, sorti en 1968.

## Synopsis
Au début des années 1950, le sergent Albert Callan, qui s'est distingué durant la Seconde Guerre mondiale pour avoir étranglé un soldat allemand, est affecté à la surveillance d'un dépôt de pétrole en France. Découvrant le laxisme qui règne dans le camp confié au vague commandement du capitaine alcoolique Loring, Callan prend les directives en imposant une stricte discipline. Attiré par le jeune et beau soldat Tom Swanson, il en fait son ordonnance et essaie de monopoliser tout son temps libre en entravant les relations de celui-ci avec Solange, sa petite amie française. Swanson met d'abord la sollicitude de Callan sur le compte de sa solitude et passe plus de temps avec lui jusqu'au jour où Callan réussit à éloigner Solange. Swanson réalise alors quelles sont les réelles motivations de Callan et se dresse contre lui. Callan sombre dans l'alcool tout en poursuivant vainement Swanson de ses assiduités. 
Un matin, lorsqu'il arrive hirsute et ivre au camp, le capitaine Loring le démet de ses fonctions et Callan se suicide d'un coup de fusil.

## Fiche technique
- Titre : Le Sergent
- Titre original : The Sergeant
- Réalisation : John Flynn
- Scénario : Dennis Murphy d'après son roman The Sergeant (Éditions Viking Press, New York, 1958)
- Direction artistique : Marc Frédérix
- Décors : Willy Holt
- Costumes : Marc Frédérix
- Photographie : Henri Persin
- Son : Julien Coutelier
- Montage : Françoise Diot, Charles Nelson
- Musique : Michel Magne
- Production : Richard Goldstone
- Producteur exécutif : Robert Wise
- Sociétés de production : Robert Wise Productions
- Sociétés de distribution : Warner Bros.-Seven Arts, Warner Bros Transatlantic (France)
- Pays d’origine :  États-Unis
- Tournage : 
  - Langue : anglais
  - Extérieurs : France
- Format : noir et blanc et couleur (Technicolor) — 35 mm — 1.85:1 — son monophonique
- Genre : drame
- Durée : 108 minutes
- Dates de sortie :
  - États-Unis : 25 décembre 1968
  - France :  26 mars 1969
- (fr) Mention CNC : interdit aux -12 ans (visa d'exploitation no 33649 délivré le 28 janvier 1969)
- Affiche : Raymond Elseviers (Belgique)

## Distribution
- Rod Steiger (VF : William Sabatier) : le sergent-chef Albert Callan
- John Phillip Law (VF : Bernard Tiphaine) : le soldat de première classe Tom Swanson
- Ludmila Mikaël (VF : Elle-même) : Solange
- Frank Latimore (VF :Edmond Bernard) : le capitaine Loring
- Elliott Sullivan (VF : André Valmy) : Pop (Papa en VF) Henneken
- Ronald Rubin (VF : Jacques Chevalier) : le caporal Cowley
- Philip Roye (VF : Serge Sauvion) : Aldous Brown
- Jerry Brouer (VF : Claude Joseph) : le sergent Komski
- Memphis Slim : le chanteur au cabaret
- Nadine Alari : non créditée
- Gabriel Gascon (VF : Jacques Thébault) : Paul, le beau-frère de Solange (non crédité)
- Bob Asklöf : soldat allemand du pré-générique (non crédité)

## Récompenses et distinctions

### Récompenses
- David di Donatello 1969 : Rod Steiger lauréat du David di Donatello du meilleur acteur étranger